# Red Oak (Caroline du Nord)
Pour les articles homonymes, voir Red Oak.
Red Oak est une ville américaine située dans le comté de Nash dans l'État de Caroline du Nord. En 2010, sa population était de 3 430 habitants.

## Démographie
| 1970 | 1980 | 1990 | 2000  | 2010  | - |
| ---- | ---- | ---- | ----- | ----- | - |
| 359  | 314  | 280  | 2 723 | 3 430 | - |